# Geyen
Geyen ist ein Ortsteil der Stadt Pulheim im Rhein-Erft-Kreis im Bundesland Nordrhein-Westfalen. 

## Lage
Geyen liegt an der alten Straße von Pulheim im Norden über Sinthern im Südwesten nach Brauweiler. Im Nordwesten befindet sich die Ortschaft Manstedten. Durch Geyen fließt der Pulheimer Bach. 

## Geschichte
Nordöstlich von Geyen wurde 1978 eine Villa rustica gefunden. Geyen wurde erstmals als villa Gegina im Jahre 962 erwähnt. Das Patronat der Kirche in Geyen erhielt im Jahre 1229 das Kölner Domkapitel. Im gleichen Jahr hatte das Domkapitel größeren Grundbesitz in Geyen erworben. Politisch gehörten Geyen und Pulheim hingegen zum Amt Bergheim im Herzogtum Jülich, das Umland aber zu Kurköln. 1794 besetzten französische Truppen den Ort. Geyen als Teil des Kantons Weiden wurde in der Franzosenzeit durch das Arrondissement de Cologne im Département de la Roer verwaltet. 1815 kam Geyen an das Königreich Preußen und 1816 zum Landkreis Köln im Regierungsbezirk Köln. Dort bildete Geyen eine eigene Gemeinde in der Bürgermeisterei Pulheim (seit 1928 Amt Pulheim). Am 1. Januar 1964 schied die Gemeinde Geyen aus dem Amt Pulheim aus und wurde entsprechend dem Ergebnis eines Volksentscheids nach Brauweiler eingemeindet. Seit dem 1. Januar 1975 gehört es zusammen mit Brauweiler zur Stadt Pulheim.
Obwohl Geyen auf die Nachbarorte, insbesondere auf Sinthern, zugewachsen ist, wusste die Bevölkerung dennoch ihre historisch bedingte Eigenständigkeit zu bewahren. Geyen hat 2448 Einwohner, das nahe Sinthern etwa 3330 (Stand 31. Dezember 2014).

## Verkehr
| Linie | Linienverlauf |
| ----- | --- |
| 980   | (Worringen S –) Sinnersdorf – Pulheim Bf – Geyen – Sinthern – Abtei Brauweiler – Brauweiler – Königsdorf Bf – Buschbell – Hücheln – Frechen Rathaus                                            |
| SB91  | Schnellbus: Dormagen Bf – Hackenbroich – Worringen S – Sinnersdorf – Pulheim – Geyen – Brauweiler – Weiden West – Hücheln – Frechen Rathaus – Hürth Mitte (ZOB) – Kendenich – Heide – Brühl Bf |

Heute wird der Ort auf einer Umgehungsstraße umfahren. 
Der nächste Bahnhof der Bahnstrecke Köln–Mönchengladbach befindet sich in Pulheim. Dort verläuft auch die Bundesstraße 59. Die Bundesautobahnen A 57 und A 1 mit dem Autobahnkreuz Köln-Nord verlaufen wenige 100 m östlich der Pulheim-Kölner Stadtgrenze. Im Busverkehr bedienen die REVG-Linien 980 (Köln-Worringen–Frechen) sowie der SB91 (Dormagen–Brühl) den Ortsteil.

## Sehenswürdigkeiten

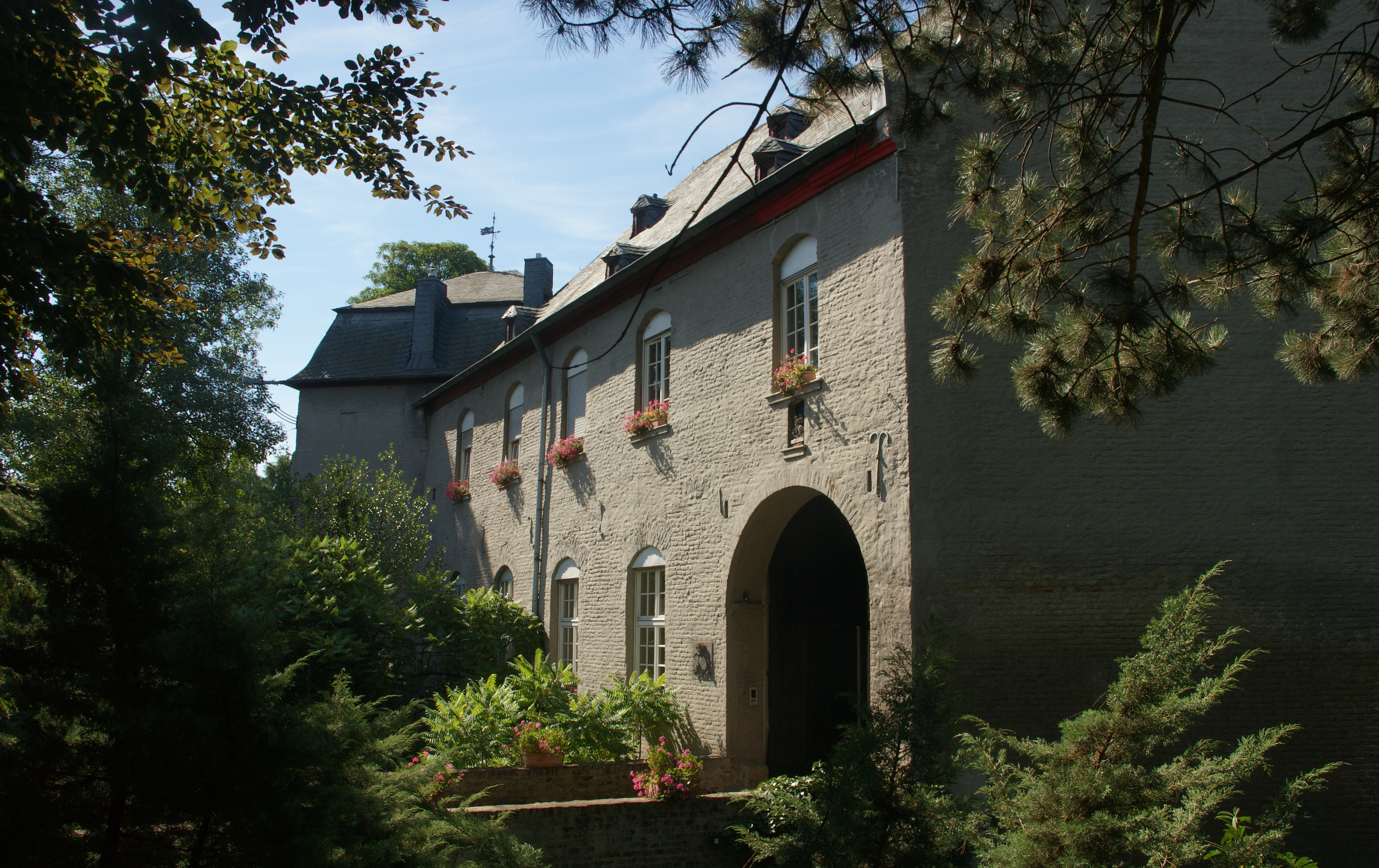
Junkerburg

- Die Junkerburg Geyen, eine Hofanlage am Nordrand des Ortes, wurde erstmals 1337 urkundlich erwähnt. Die Namen einiger Junker-Geschlechter sind in Geyener Straßennamen lebendig. Die Kölner Bürgermeister- und Ratsherrnfamilie von Judde war 1434 Besitzer der Burg. Sie war ursprünglich auf allen Seiten von Wassergräben des Pulheimer Baches umgeben, heute nur noch mit einer steinernen Brücke überquert vor der Repräsentationsfront zwischen dem mittelalterlichen und dem barocken Rundturm. Nach einem Brand im Jahre 1664 wurde die Anlage in barockem Baustil mit Feldbrandziegeln neu errichtet. Diese ist im Wesentlichen bis zur Gegenwart erhalten.[4]
- Die ortsprägende katholische Pfarrkirche St. Cornelius aus dem Jahre 1893 wurde vom Kölner Kirchbaumeister Theodor Roß im neugotischen Stil anstelle einer mittelalterlichen Kirche erbaut.
- Schutzengelkapelle Schutzengelkapelle

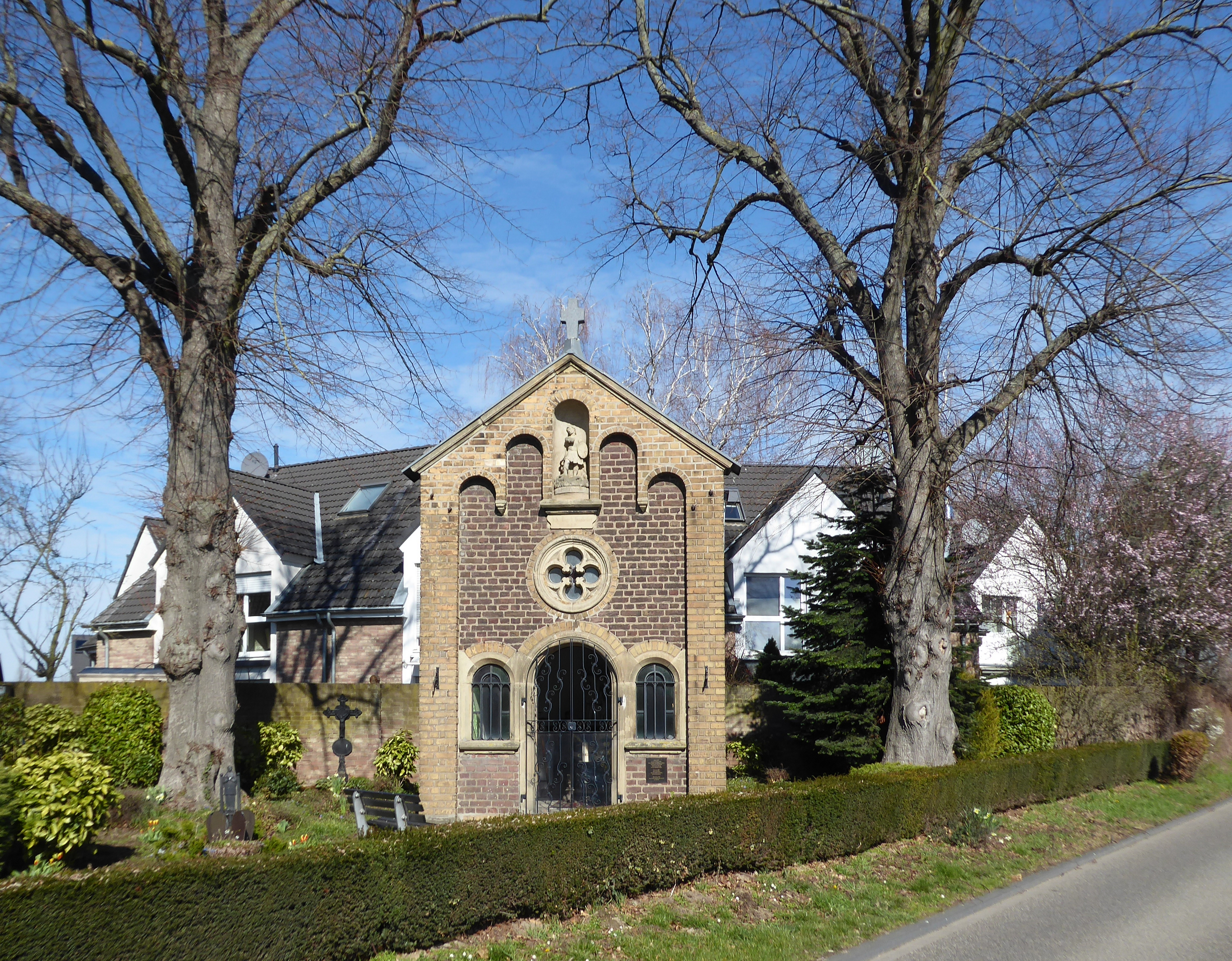
Schutzengelkapelle

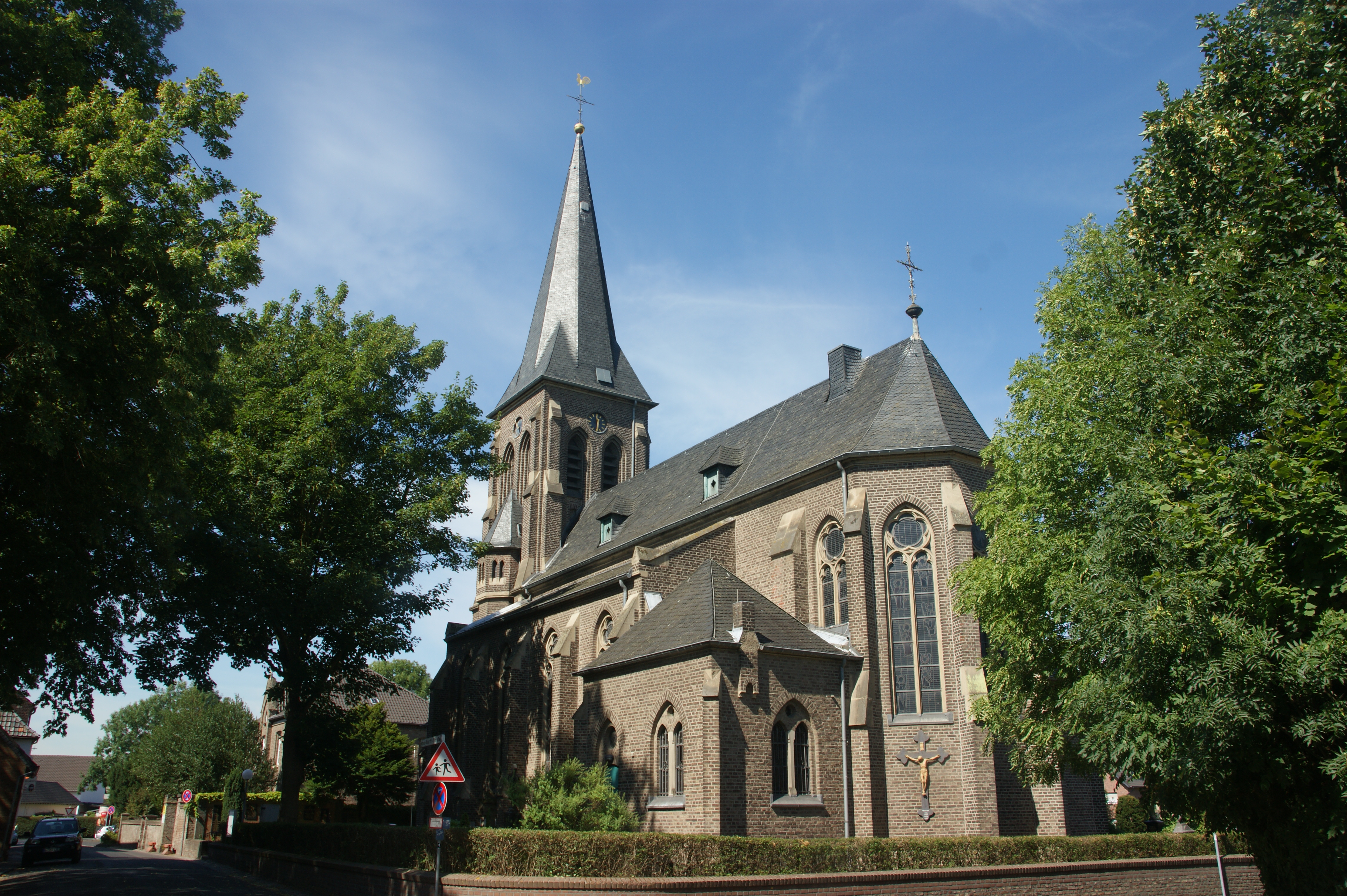
Sankt Cornelius

- Der Pulheimer Bach wird im Rahmen der Regionale 2010 wo irgend möglich renaturiert und mit anliegenden ehemaligen und aktuellen Bachörtlichkeiten zu einem Erlebnispfad Bachachse zwischen Alt-Rhein und Naturpark Rheinland gestaltet.

## Schulen
Das Schulgebäude der Gemeinschaftsgrundschule Sinthern/Geyen ist 1972 durch die damals noch selbständige Gemeinde Brauweiler errichtet worden. 
Dabei steht die Schule auf Sintherner, die Turnhalle auf Geyener Boden. 

## Vereine
- SC Germania 1932 Geyen e. V.
- St. Cornelius Schützenbruderschaft Geyen 1927 e. V.
- Dorfgemeinschaft Geyen e. V. seit 1965
- Messdiener Sinthern/Geyen e. V.
- TTC Blau-Rot Geyen 1971 e. V.

## Persönlichkeiten
- Theodor Hartzheim (1806–1870), Gutsbesitzer und Politiker